# (6180) Bystritskaya
(6180) Bystritskaya (1986 PX4) est un astéroïde de la ceinture principale qui a été découvert le 8 août 1986 par Lioudmila Tchernykh à l'observatoire d'astrophysique de Crimée, en Ukraine.
Il est dénommé du nom de l'actrice soviétique et russe Elina Bystritskaya.
Sa magnitude absolue est de 14.